# 耿炳文
耿 炳文（こう へいぶん、1334年 - 1403年）は、元末明初の将軍。本貫は濠州。父は耿君用。子は耿璿・耿瓛・耿瑄。

## 生涯
朱元璋とは若い頃から友人関係にあった。朱元璋が郭子興の軍に加わると、耿炳文もその軍に加わった。張士誠との戦いで活躍し、その配下武将である趙打虎や李福安を破るという功を挙げた。朱元璋が郭子興の軍を引き継ぐと彼に仕えて明建国の元勲の一人として活躍した。そのため、明朝成立後は朱元璋よりこれまでの功績を賞されて長興侯に封じられた。
朱元璋は皇帝になると、李善長・李文忠・徐達ら元勲を次々と粛清していくが、なぜか耿炳文は例外で処分されることは無かった。朱元璋が洪武帝になった後も対モンゴル戦や雲南遠征などで功績を挙げている。耿炳文の長男の耿璿は江都郡主（後の江都公主、建文帝の嫡姉）と結婚した。
朱元璋が亡くなり、皇太孫の建文帝が即位した。この頃にはすでに耿炳文も65歳を数える高齢だったために表舞台からは隠退していた。しかし建文元年（1399年）に燕王朱棣が反乱を起こすと（靖難の変）、7月に建文帝から朱棣軍征討の大将軍に任命された。洪武年間の功臣は彼を除いて病死か誅殺されていたため、妥当な人事だった。8月12日に真定まで進出し、8月15日には雄県にまで進軍するが、ここで朱棣軍の夜襲を受けて耿炳文軍の先鋒部隊が壊滅した。しかし耿炳文は敗軍をまとめて真定城に立て籠もって徹底抗戦する。朱棣軍は勝利に乗じて攻撃するも、遂に落とせず撤退した。建文帝は耿炳文の緒戦の敗退に激怒して大将軍を解任し、後任に李景隆を指名した。このことを知った朱棣軍は「あの老人が相手なら手強いが、これで勝ったも同然」と喜んだという。耿炳文は責任を取って再び表舞台より去った。
建文4年（1402年）、靖難の変が終わると、耿炳文はその時は罪には問われなかった。しかし翌永楽元年（1403年）、永楽帝となった朱棣より罪を蒸し返され、一族もろとも処刑された。享年70。